# Орпунд
Орпунд (нім. Orpund) — громада  в Швейцарії в кантоні Берн, адміністративний округ Біль.

## Географія
Громада розташована на відстані близько 24 км на північний захід від Берна.
Орпунд має площу 4 км², з яких на 20,8% дозволяється будівництво (житлове та будівництво доріг), 39,1% використовуються в сільськогосподарських цілях, 37,3% зайнято лісами, 2,8% не є продуктивними (річки, льодовики або гори).

## Демографія
2019 року в громаді мешкало 2873 особи (+7,6% порівняно з 2010 роком), іноземців було 21,1%. Густота населення становила 724 осіб/км².
За віковим діапазоном населення розподілялося таким чином: 18,7% — особи молодші 20 років, 58% — особи у віці 20—64 років, 23,3% — особи у віці 65 років та старші. Було 1308 помешкань (у середньому 2,2 особи в помешканні).
Із загальної кількості 760 працюючих 30 було зайнятих в первинному секторі, 411 — в обробній промисловості, 319 — в галузі послуг.